# کابینت چینی

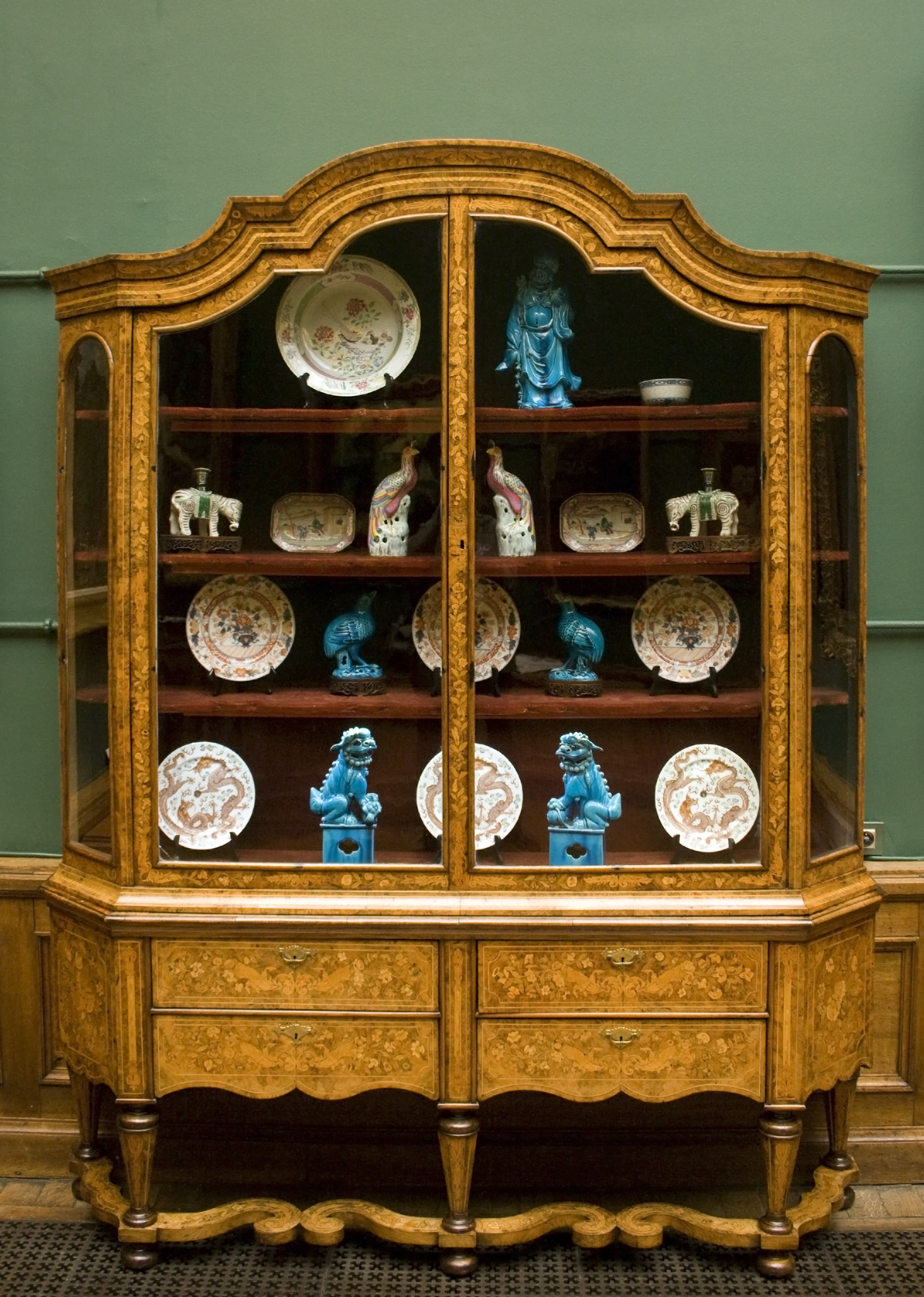
یک کابینت چینی قدیمی در موزه چارلیه در بروکسل، با ظروف چینی.

کابینت چینی ، قطعه‌ای از مبلمان است که معمولاً دارای جلو و کناره‌های شیشه‌ای است و برای نگهداری و نمایش ظروف چینی یا سایر سرامیک‌ها استفاده می‌شود. ظروف چینی معمولی که در چنین کابینت‌هایی نگهداری می‌شوند، اغلب شامل فنجان، بشقاب، کاسه و لیوان هستند. کابینت چینی، همراه با میز، صندلی و بوفه ، یکی از رایج‌ترین عناصر یک اتاق غذاخوری سنتی در دنیای غرب است،  اگرچه ممکن است در هر اتاقی قرار داده شوند. از نظر تاریخی، از آنها برای فنجان‌های کابینتی با تزئینات بسیار زیاد استفاده می‌شد که برای استفاده منظم بسیار گران و شاید شکننده بودند و برای کلکسیونرها یا برای هدیه دادن ساخته می‌شدند.
کابینت‌های چینی معمولاً در کنار دیوار، روبروی در یا پنجره‌ها قرار می‌گیرند. آن‌ها اغلب در مکانی قابل توجه قرار می‌گیرند که ظروف چینی، نقره و شیشه به راحتی توسط مهمانان دیده شوند و میزبان به آن‌ها دسترسی داشته باشد.
کابینت‌های چینی با توجه به اندازه، شکل و روش‌های ساخت متنوع، اشکال بی‌شماری دارند.  کابینت‌های چینی سنتی دارای قفسه‌هایی با روکش ابریشم یا مخمل هستند، یا می‌توانند قفسه‌های شیشه‌ای داشته باشند.